# Спаркс, Кайли
Ка́йли Ама́нда Спаркс (англ. Kylie Amanda Sparks; 27 января 1987, Талса, Оклахома, США) — американская актриса

 и телепродюсер.

## Биография и карьера
Кайли Аманда Спаркс родилась 27 январ 1987 года в Талсе (штат Оклахома, США). Она окончила Университет Южной Калифорнии.
Наиболее известна по главной роль в художественном фильме 2005 года «Пицца» и ролт Эстер в веб-сериале «Скверсвилль».
У Спаркс было две роли роли второго плана телесериалах — в сезоне 2004-2005 она появилась в роли Бренда Разинской в ситкоме «Полные дикари», а в 2007 году она появилась в роли Ким в «Отчаянных домохозяйках». Кроме того, она принимала участие в съёмках многих телесериалов: «Скорая помощь» в 2005 году, «Университет» в 2009 году, «Кости» в 2011 году. Она также появилась в роли Хестера, новой девушки, с которой Леннокс пытается подружиться, в пятом эпизоде второго сезона ситкома «Мелисса и Джоуи» в 2012 году.
В течение двух лет, в 2007 и 2008 годах, Спаркс провела три недели в Бродвейском театре.
В 2012 году Кайли была номинирована на премию IAWTV за «Лучшую женскую роль в комедии» за роль Эстер в «Скверсвилле».

## Избранная фильмография
| Год  |   | Русское название      | Оригинальное название | Роль      |
| ---- | - | --------------------- | --------------------- | --------- |
| 2005 | с | Скорая помощь         | ER                    | Эми Пакер |
| 2007 | с | Отчаянные домохозяйки | Desperate Housewives  | Ким       |
| 2009 | с | Университет           | Greek                 | Нора      |
| 2011 | с | Кости                 | Bones                 | Джилл     |
| 2012 | с | Мелисса и Джоуи       | Melissa & Joey        | Хестер    |